# کوزنتسوفسکویه
کوزنتسوفسکویه (به لاتین: Kuznetsovskoye) یک منطقهٔ مسکونی در روسیه است که در داغستان واقع شده‌است.